# 长春镇 (拜泉县)
长春镇，是中华人民共和国黑龙江省齐齐哈尔市拜泉县下辖的一个乡镇级行政单位。

## 行政区划
长春镇下辖以下地区：
胜利村、裕民村、新义村、新春村、幸福村、民生村、光荣村、建设村、德发村、同利村、新建村、众意村和万发村。